# 達奚寔
達奚 寔（たつけい しょく、513年 - 561年）は、中国の西魏から北周にかけての軍人。字は什伏代。本貫は代郡。

## 経歴
北魏の武衛将軍の達奚顕相の子として生まれた。給事中を初任とし、冠軍将軍を加えられた。532年、都督に任ぜられ、弘農に駐屯した。後に関中にうつり、臨汾県伯に封ぜられた。大行台郎中に転じ、行台郎中とともに潼関に駐屯した。潼関が陥落すると、大都督の陽猛とともに東魏軍と戦った。537年、宇文泰の下で竇泰を捕らえ、弘農を奪回し、沙苑で戦って、いずれも奮戦して功績を挙げ、車騎将軍・左光禄大夫の位を加えられた。547年、大行台郎中・相府掾に任ぜられ、従事中郎に転じた。持節・大都督・通直散騎常侍に累進した。553年、中外府司馬に任ぜられた。
西魏軍が蜀に遠征すると、達奚寔は行南岐州事をつとめ、都督軍糧を兼ねた。山氐に賦役を供出させ、西魏軍の糧食を供給させた。長安に召還されると、司馬となった。556年、六官が建てられると、蕃部中大夫の位を受け、驃騎大将軍・開府儀同三司を加えられ、爵位は平陽県公に進んだ。560年、御正中大夫に任ぜられ、民部を管轄し、宇文護の司馬を兼ねた。561年、文州刺史として出向し、文州で死去した。文康二州刺史の位を追贈された。諡を恭といった。
子の達奚豊が後を嗣いだ。

## 伝記資料
- 『周書』巻29 列伝第21
- 『北史』巻66 列伝第54